# 水城圭次
水城 圭次（みずしろ けいじ、1883年〈明治17年〉11月10日 - 1927年〈昭和2年〉12月26日）は、日本の海軍軍人。最終階級は海軍大佐。

## 履歴
長野県東筑摩郡中山村に村長・水城高次郎の三男として生まれる。松本中学校を経て、1904年（明治37年）11月、海軍兵学校（32期）を卒業し少尉候補生となり、日露戦争に出征。1905年（明治38年）8月、海軍少尉任官。防護巡洋艦「津軽」分隊長などを経て、海軍大学校乙種、海軍砲術学校高等科で学んだ。1911年（明治44年）12月、防護巡洋艦「筑摩」分隊長に就任し、防護巡洋艦「秋津洲」砲術長、砲術学校教官などを歴任。1917年（大正6年）11月、海軍大学校（甲種15期）を卒業した。
1917年（大正6年）12月、砲術学校教官となり、第2戦隊参謀、呉鎮守府参謀を経て、1920年（大正9年）12月、海軍中佐に昇進。第3艦隊参謀、第2艦隊参謀、海大教官を歴任。1924年（大正13年）12月、海軍大佐に進級。1926年（大正15年）5月、軽巡洋艦「名取」艦長となり、同年11月、軽巡洋艦「神通」艦長に異動。
1927年（昭和2年）8月24日、島根県美保関沖での夜間演習中に「神通」は駆逐艦「蕨」と衝突、「蕨」は沈没し乗員ほか艦長の五十嵐恵少佐を含む119名の死者を出した。同年10月、横須賀鎮守府付となり、軍法会議の判決が下される前日（12月26日）に自宅で自決した（美保関事件）。享年44。砲術のエキスパートとしての長年のキャリアがたたり、左耳の聴力を失ったうえ右耳も聞こえにくくなるという難聴を抱えていたことが事故の遠因となってしまったのではないかとされる。
墓碑は、東京の多磨霊園と松本市神田の自性院にある。多磨霊園の墓の裏には、海軍有志により記念碑が建立されている。

## 栄典
- 1905年（明治38年）10月4日 - 正八位[1]
- 1907年（明治40年）11月30日 - 従七位[2]
- 1909年（明治42年）12月20日 - 正七位[3]
- 1915年（大正4年）1月30日 - 従六位[4]